# باشگاه فوتبال لوئیس آنخل فیرپو
باشگاه فوتبال لوئیس آنخل فیرپو (به اختصار فیرپو) یک باشگاه فوتبال حرفه‌ای از السالوادور است که در اوسولوتن واقع شده است.
این باشگاه دومین باشگاه قدیمی در السالوادور است و با نام تکون اومان در ۱۷ سپتامبر ۱۹۲۳ توسط گروهی از شهروندان محلی در اوسولوتن تاسیس شد. به زودی به افتخار بوکسور آرژانتینی لوئیس آنخل فیرپو تغییر نام داد. فیرپو از سال ۱۹۳۰ در زمین خود، ورزشگاه سرجیو تورس، بازی کرده است. رنگ لباس سنتی باشگاه سفید و قرمز است، آبی نیز استفاده می‌شود اما کمتر غالب است. رنگ‌ها از تیم آرژانتینی سن لورنسو آلماگرو گرفته شده است.
برخی از برجسته‌ترین بازیکنان السالوادور، از جمله مائوریسیو سینفوئگوس و رائول دیاز آرچه، برای لوئیس آنخل فیرپو بازی کرده‌اند. این تیم در مجموع ۱۰ قهرمانی در لیگ برتر را به دست آورده است که اولین بار در فصل ۸۹–۱۹۸۸ و جدیدترین آنها در کلاسورا در سال ۲۰۱۳ رخ داد. موفق‌ترین دوره باشگاه بین سال‌های ۱۹۸۸ تا ۲۰۰۰ بود که آنها هفت بار عنوان قهرمانی السالوادور را به دست آوردند.  رقیب سنتی آنها آگویلا است.

## افتخارات
- لیگ برتر السالوادور
  - ۱۰ قهرمانی
- لیگ دسته دوم
  - ۳ قهرمانی
- لیگ دسته سوم
  - ۱ قهرمانی
- جام حذفی السالوادور
  - ۲ نایب قهرمانی
- جام قهرمانان کونکاکاف
  - ۱ نایب قهرمانی
- جام اینترکلوب
  - ۱ قهرمانی